# Rauchenbühel
Der Rauchenbühel (auch Rauchenbichl) ist die höchste Erhebung eines Vorberges des Gaisbergs am nordwestlichen Rand der Osterhorngruppe im Land Salzburg. Der 988 m ü. A. hohe, im Salzburger Stadtteil Aigen und mit dem Gipfelbereich in der Gemeinde Elsbethen liegende Berg ist beliebtes Wandergebiet. Der ursprüngliche Name des Bergs lautete Egg, die höchste Erhebung desselben Hochegg.

## Lage
Mit einer Höhe von 988 m ist der im Norden von Elsbethen gelegene, sehr flache Vorberg einer der höchsten Messpunkte der Gemeinde. Der langgestreckte, flache Rauchenbühel bzw. Rauchenbichl liegt als Ausläufer etwa 2 km südlich des Gaisbergplateuas und jenseits der Glasenbachklamm etwa 2 km westlich der Gurlspitze.

## Namensgebung und Geschichte
Die von der ansässigen Bevölkerung bis heute verwendete Bezeichnung des Bergs ist Rauchenbichl. Der ursprüngliche Name des Bergs war bis ins späte 19. Jahrhundert Egg oder Hochegg, der Flurnamen Hochegg oder Hocheck ist als typischer Flurname bekannt.
Unstrittig ist, dass der Handelsherr Franz Josef Rauchenbichler im Jahr 1780 das auf dem Berg befindliche Gut Egg bzw. Hochegg kaufte und die dortige kleine Bauernhütte später zu einem Gasthof ausbaute, die er nach seinem eigenen Namen Rauchenbichleralpe nannte. Im 19. Jahrhundert findet sich dieser Name bzw. der Kurzname Rauchenbichler in der Literatur nicht selten. Im Franziszeischen Kataster ist das kleine Gebäude auch mit dem Namen (vermutlich ebenfalls als Hyperkorrektur) Rauchenbüchler verzeichnet. Die uralte Salzburger Familie Rauchenbichler (später geadelt als Rauchenbichler von Rauchenbühl) besaß darauf 75 Jahre lang diesen Teil des Gaisberggebiets. Auf Franz Josef Rauchenbichler und seine Erben geht die Bekanntheit und die gesamte touristische Nutzung des Rauchenbichls zurück, sodass die vorherige Bezeichnung Egg bzw. Hochegg außer Gebrauch kam. Nur der Landschaftsname Mitteregg mit seinem Gasthaus ist bis heute allgemein geläufig geblieben. Der Name Hochegg für die Bergregion wird in den (Zeitungs-)Medien des 19. Jahrhunderts und davor verwendet.
Somit ist schlüssig, dass die Bezeichnung Rauchenbichl für den Berg sich – allerdings erst in späterer Zeit – von der Ortslage des Gasthauses und somit indirekt vom Familiennamen herleiten lässt. Der Prozess, dass sich der Name eines Miktrotoponyms auf eine weitere Umgebung überträgt, ist nicht selten. Der frühere Name des Bergs hat Egg oder – Hochegg gelautet.  Egg – ein im deutschen Sprachraum keineswegs seltener Flurname – bedeutet im vorliegenden geografischen Fall treffenderweise Ausläufer eines Bergs‘.
Die neuere Bezeichnung Rauchenbühel ist vermutlich als zeitgemäße Hyperkorrektur entstanden und erscheint in der Literatur zuerst in der „Salzburger Wacht“ für die dort zuerst geplante und von den Naturfreunden schrittweise aufgebaute Hütte ab 1926. Sie wurde 1929 als Rauchenbühelhütte dann auch fertiggestellt.
Der Familienname Rauchenbichler lässt sich ganz allgemein von einer vorher existierenden (und in Belegen auch vorhandenen) geografischen Stelle dieses Namens Rauchenbichl im deutschen Sprachraum ableiten. Der Name lässt sich aus dem Spektrum der Benennungsmotivation für Familiennamen dabei entweder als den Herkunftsbezeichnung allgemein oder als Wohnstättenname deuten. Ein Rauchenbichler ist damit in seinem Ursprung eine Person, die von einem Ort namens Rauchenbichl herkommt oder eine Person, die auf dem oder beim Rauchenbichl wohnt.</ref> Abgeleitet von einem solchen unbekannten Bergnamen findet sich in der Stadt Salzburg und deren Umgebung als Herkunftsbezeichnung der Familienname Rauchenbichler im Verlauf der Geschichte nicht selten. Erstmals ist 1424 ein Chunradten von Rawchenpuchl urkundlich erwähnt. Außerdem ist ein alter, heute denkmalgeschützter Adelssitz am Nordrand des Kapuzinerberges als Rauchenbichlerhof bekannt. Dieser Sitz hieß vor 1677 Waldbichlhof, änderte seinen Namen aber nach 1677 nach dem neuen Besitzer, dem Stadtrat Franz Anton Rauchenbichl, in Rauchenbichlerhof.
Unklar erscheint dabei jedoch, dass der bereits im 15. Jahrhundert erwähnte Rawchenpuhel dann sich auf den Plainberger Rauchenbichl oder einem ganz anderen Rauchenbichl beziehen muss, in der Originalliteratur aber angeblich (!) festgehalten sein soll, dass es sich um einen Rauchenbühel im Großraum Elsbethen handelte. Durch die Präposition „in“ dürfte es sich bei diesem „Rawchenbuhel“ allerdings wohl um einen Ortsnamen und nicht um einen Hügel handeln. Im 16. Jahrhundert findet sich der mehrfach und an unterschiedlichen Orten verwendete Name in der Bezeichnung in Rawchenpuhel.
Es ist zwar ein durchaus gängiges Prinzip, dass Landschaftsteile (wie Gewässer, Fluren, Hügel, Berge) nach ihrer natürlichen Beschaffenheit benannt werden.  In diesem Fall ist in der Literatur selbst noch im 19. Jahrhundert der Name Rauchenbichl oder Rauchenbühel für den Landschaftsraum unbekannt. Dieser Name kann damit nicht alt sein.
Bichl (mhd. bühel, ahd. buhil) ist eine Nebenform von Bühel und bedeutet ‚Hügel‘, die weitere Herkunft des Wortes ist unklar. Der Wortteil Rauch- lässt sich in der Regel auf das Wort „Riechen“ zurückführen, das Wort „Rau“ (ahd ruh) gehört dagegen wahrscheinlich im Sinne von „ausgerupft“ zu den unter „raufen“ dargestellten indogermanischen Wurzeln zu der auch das altisländische „ryja“ = „den Schafen (die Wolle) ausreißen“ gehört. Mittelhochdeutsch bedeutet das wort rûch ‚rau, struppig, grob‘, auch ‚felsig‘ und bezieht sich auf die Beschaffenheit des Geländes. V.a. bei Stoffen wird das Wort „Rauch“ historisch auch in der Bedeutung „behaart“ verwendet.
Demnach handelt es sich bei der Bezeichnung „Rauchenbühel“ auch in der Schreibweise „Rauchenbichl“ im deutschen Sprachraum allgemein um kleine Berge, die besonders rau oder felsig gestaltet waren und sind oder den Anwohnern in anderer Hinsicht ‚rau‘ und ‚schroff‘ anmuteten. Im gegenständlichen Fall ist dies augenscheinlich nicht der Fall. Auch spricht die Tatsache, dass der Name „Rauchenbichl“ oder „Rauchenbühel“ bis ins 19. Jahrhundert nicht aufscheint war, gegen eine alte Überlieferung eines Namens Rauchenbichl bzw. Rauchenbühel. Der Name Rauchenbühel für diesen Vorberg ist erst nach 1920 in der Literatur bekannt, der Name Rauchenbichl ist nur wenige Jahrzehnte älter.

## Geologie

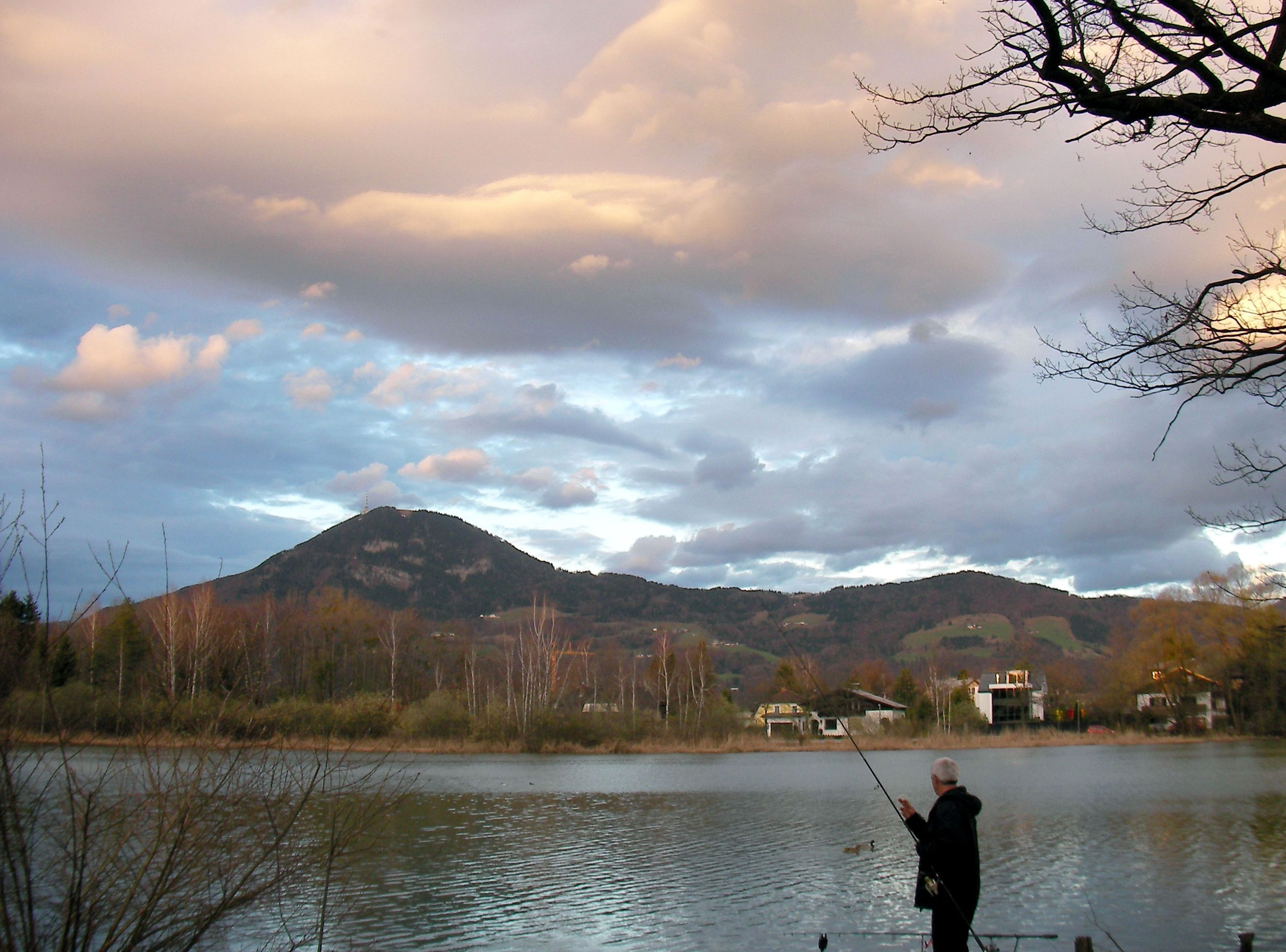
Rauchenbichl (rechts im Bild) als Vorberg des Gaisbergs vom Leopoldskroner Weiher gesehen.

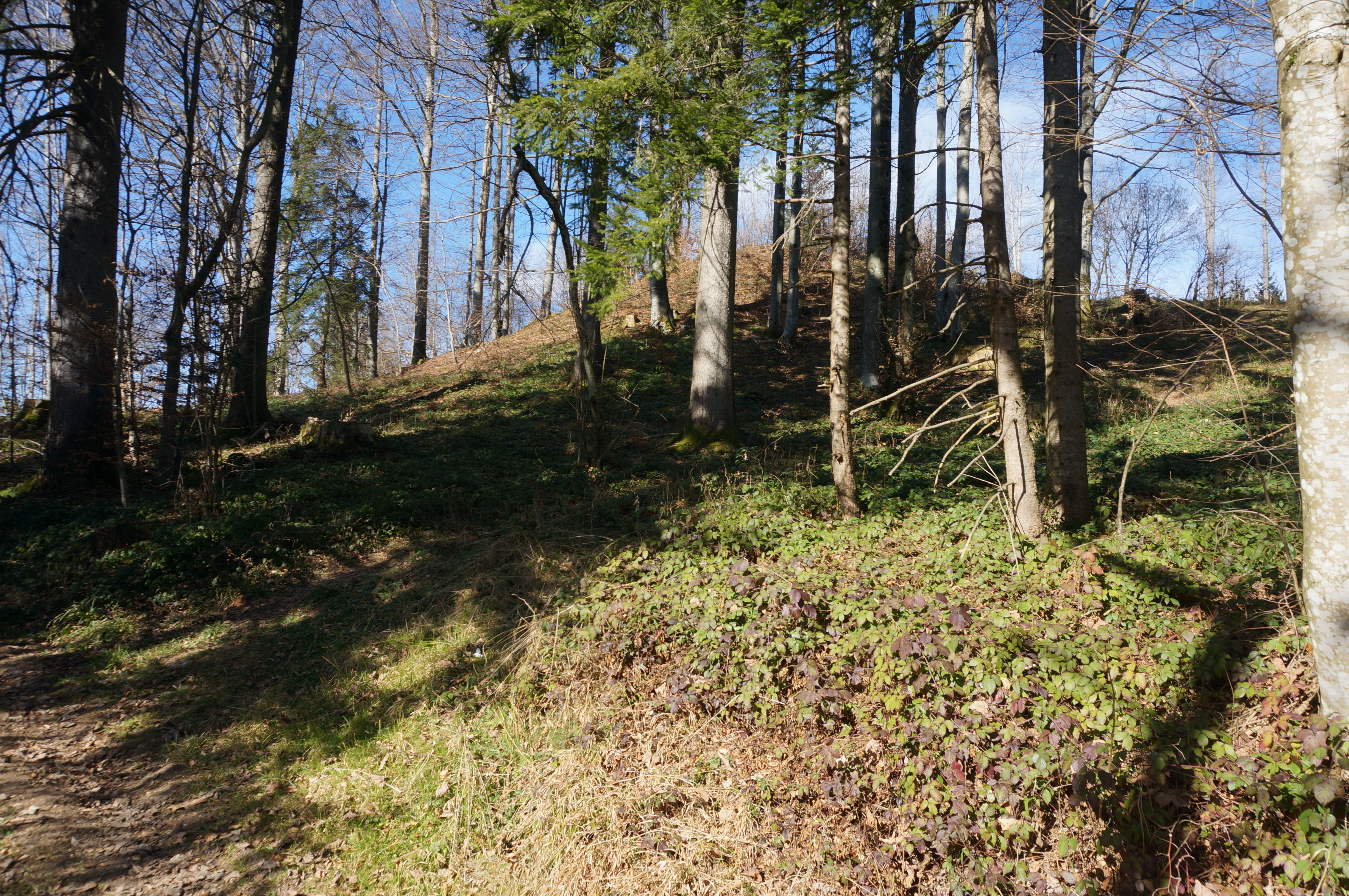
Der Gipfel des Rauchenbühel

Der Rauchenbühel besteht wesentlich aus Gosaukonglomerat, der entlang des Gaisberg-Westhanges vom Judenberg bis über die Glasenbachklamm hinweg auf den Hengstberg ausgreift. Diese Konglomerate bestehen aus verfestigten, gut gerollten Abtragungen vorjurassischer Gesteine. Das Bindemittel des Konglomerats ist meist rot, selten grau. Eingelagert sind häufig Sandsteine. Die westlich des Bergs bis 400 m mächtigen Konglomerate fallen mit etwa 30 Grad nach West bzw. Nordwest. Im Kontakt mit dem grauen Liaskalk (Jura) und rhätischen Riffkalken (Trias) unter dem Konglomerat zeigen sich kleine Störungen. Diese alten Kalkgesteine kommen am Westabhang des Rauchenbichls im Raum von Mitteregg bis zum Raum westlich des Gasthauses Schwaitl an die Oberfläche, soweit die triadischen Riffkalke nicht von eiszeitlichem Moränenmaterial (Würm) überlagert sind.

## Erschließung

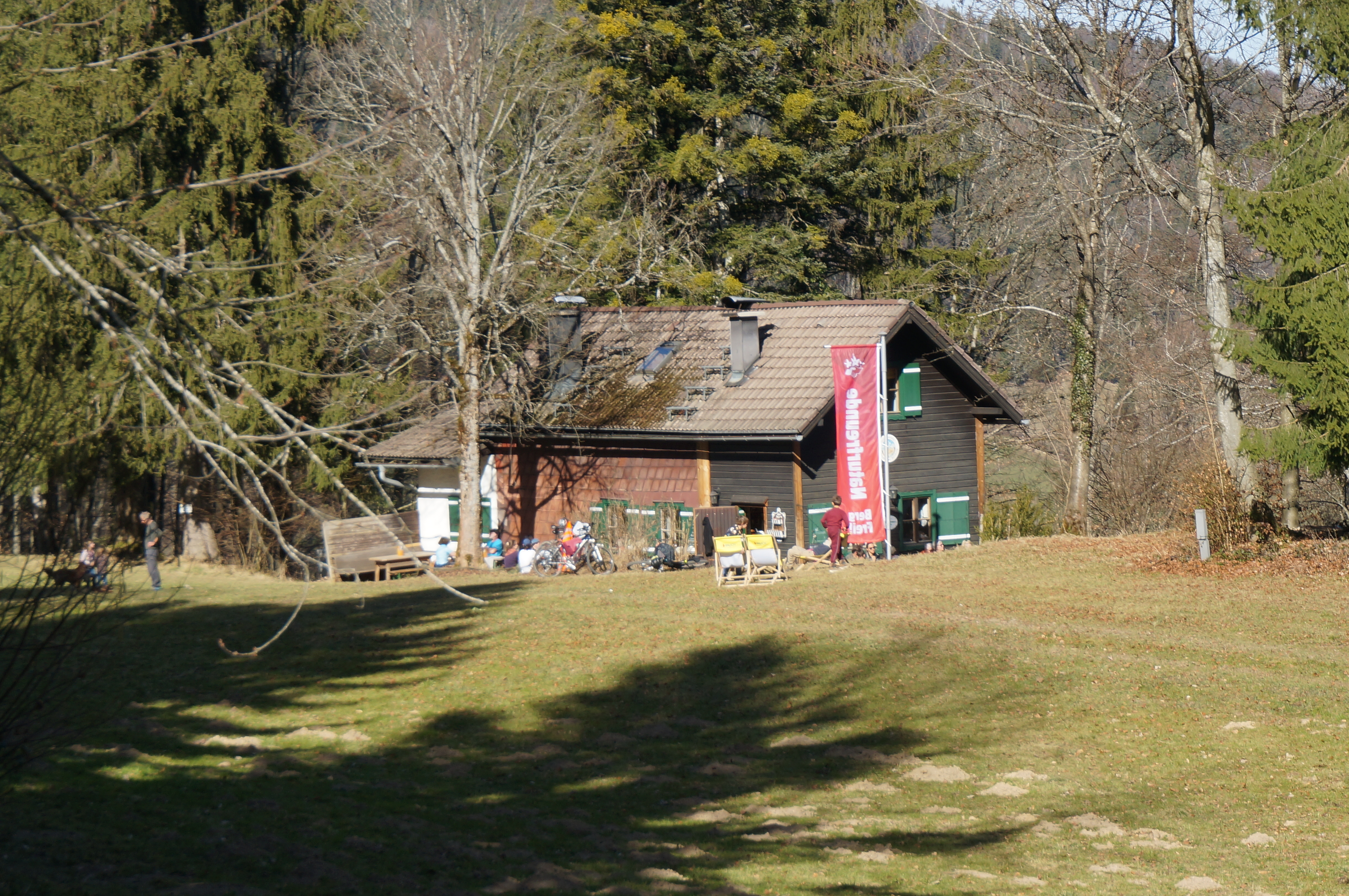
Rauchenbühelhütte (2025)

Von der Vorderfager und von Aigner Park führen beliebte, wenig anstrengende Wanderwege über den Rauchenbühel, die Zistel und weiter auf das Gaisbergplateau. Parkplätze an der Serpentinenstraße nach Vorderfager (Höhe 650 m) sind vorhanden. Der Schotterweg führt über artenreiche Wiesen und Waldstücke auf dem Höhenrücken hinauf auf den Rauchelbichl (988 m) und seine bunten Blumenwiesen. Von dort gelangt man sehr rasch zur Zistel mit dem Gasthaus Zistelalm (986 m) und zum Gaisberg-Rundweg. Ein dichtes Wegenetz führt von dort auf das Gipfelplateau (1287 m) oder wieder hinunter in die Stadt Salzburg nach Aigen (Raum Aigner Park), nach Parsch oder über den Gersberg nach Gnigl.

## Trivia
Ein 2018 fertiggestelltes Gebäude des von der Stadt Salzburg betriebenen Seniorenwohnhauses Itzling erhielt den Namen Rauchenbichl. Aufgrund der geografischen Nähe dürfte es sich bei der Benennung um den Plainberger Rauchenbichl handeln.